# Maurice Utrillo (Rose)
Die Rosensorte Maurice Utrillo (syn. ‘DELstavo’, ‘Arista Panarose’) ist eine rot-weiß panaschierte, öfterblühende Strauchrose mit gelber Blütenmitte, die von Delbard 2003 eingeführt wurde.

## Ausbildung
Die buschig, aufrecht wachsende Rose ‘Maurice Utrillo’ bildet einen kompakten Strauch aus. Die Rosenpflanze wird etwa 50 cm bis maximal 120 cm hoch und 50 bis 60 cm breit. Die meist einzeln, nur vereinzelt büschelartig angeordneten Blüten werden aus 17 bis 25 gebogenen Petalen gebildet. Sie formen eine große, locker halbgefüllte Blüte aus. Die 7 bis 9 cm großen Blüten besitzen eine rote Grundfarbe, die durch lebhafte, weiße und in der Mitte zunehmend gelbe Streifen durchzogen wird. Die Blüten variieren stark in ihrer Zeichnung, in einigen Blüten dominiert auch eine gelbe Blütenfarbe. Die Rosensorte besitzt große, mittel- bis dunkelgrüne, robuste Blätter. Die Rosensorte ‘Maurice Utrillo’ zeichnet sich durch einen leichten, fruchtigen Duft nach Himbeeren aus.
Die kräftig remontierende Teehybride ist winterhart (USDA-Klimazone 6b bis 9b). Sie blüht anhaltend von Mai bis in den späten Herbst und ist resistent gegenüber den bekannten Rosenkrankheiten.
Die Rose eignet sich zur Bepflanzung von niedrigen Blumenrabatten und Bauerngärten. Die Rosensorte ‘Maurice Utrillo’ findet auch in der Floristik aufgrund ihrer außergewöhnlichen Färbung als Schnittrose Verwendung. 
Die Rosensorte wird in zahlreichen Rosarien und Gärten der Welt, unter anderem im Mornington Botanical Rose Garden (Australien), im Roseraie Littéraire in Talence und im Europa-Rosarium Sangerhausen gezeigt.
Im Jahr 2005 wurde die Rosensorte bei den Rose Hills International Rose Trials mit einer Goldmedaille ausgezeichnet.

## Namensgebung
Die Rose wurde von Delbard zu Ehren des französischen Malers Maurice Utrillo, dem Sohn der Malerin Suzanne Valadon benannt. Sie gehört mit den Rosensorten ‘Alfred Sisley’, ‘Marc Chagal’, ‘Henri Matisse’, ‘Camille Pissarro’, ‘Edgar Degas’, ‘Claude Monet’, ‘Paul Cézanne’ und ‘Paul Gauguin’ zu den so genannten französischen Malerrosen (Roses des Peintres).